# (16940) 1998 GC3
A (16940) 1998 GC3 a Naprendszer kisbolygóövében található aszteroida. A LINEAR projekt keretében fedezték fel 1998. április 2-án.